# بازگنجشک سینه‌حنایی
بازگنجشک سینه‌حنایی (نام علمی: Accipiter rufiventris)، همچنین با نام بازگنجشک سینه‌سرخ شناخته شده‌است، یک گونه از پرندگان شکاری در خانواده بازان است. در آنگولا، جمهوری دموکراتیک کنگو، اریتره، اتیوپی، کنیا، لسوتو، مالاوی، موزامبیک، رواندا، آفریقای جنوبی، سودان جنوبی، سوازیلند، تانزانیا، اوگاندا، زامبیا و زیمبابوه یافت می‌شود.